# Raspberry Pi Foundation
La Raspberry Pi Foundation è una organizzazione di beneficenza britannica creata nel maggio 2009, a Caldecote, villaggio del South Cambridgeshire, nel Regno Unito.
Possiede lo status giuridico di organizzazione caritatevole registrata, regolata dalla Charity Commission for England and Wales. Ha promosso la creazione, lo sviluppo e la diffusione del Raspberry Pi.

## Attività
Il suo scopo è "promuovere lo studio dell'informatica e di argomenti correlati, soprattutto a livello scolastico, e di riportare uno spirito di divertimento nell'apprendimento del computer" La fondazione promuove principalmente l'apprendimento nel linguaggio di programmazione Python, ma sosterrà anche l'uso del BBC BASIC, del C e del Perl. Saranno disponibili molti altri linguaggi supportati da Linux e ARM.

## Il Raspberry Pi
L'organizzazione ha promosso la creazione e la diffusione del Raspberry Pi la cui idea di base è la realizzazione di un dispositivo economico, concepito per stimolare l'insegnamento di base dell'informatica e della programmazione nelle scuole.